# Gouvernement Boulatsev
Morozov Brovtsev
Le gouvernement Boulatsev est le gouvernement de l'Ossétie du Sud du 22 octobre 2008 au 4 août 2009. 
Il est dirigé par le Premier ministre, Aslanbek Boulatsev, et composé de 20 ministres.

## Historique
Le 22 octobre 2008, Aslanbek Boulatsev est nommé Premier ministre de l'Ossétie du Sud par le parlement sud-ossète,.
Boulatsev est démis de ses fonctions par décret, officiellement pour raison de santé, le 4 août 2009,,. Il est remplacé par Vadim Brovtsev,.

## Composition
| Portefeuille                                                               | Nom | Nom                                | Parti        |
| -------------------------------------------------------------------------- | --- | ---------------------------------- | ------------ |
| Premier ministre                                                           |     | Aslanbek Boulatsev                 | Indépendant  |
| Premier vice-Premier ministre                                              |     | Hasan Soslanovitch Pliev           | Indépendant  |
| Vice-Premier ministre Ministre de l'Industrie et du Commerce               |     | Taimuraz Arakhmatovitch Tchotchiev | Indépendant  |
| Vice-Premier ministre Ministre de la Santé et du Développement social      |     | Nugzar Antonovitch Gabaraïev       | Indépendant  |
| Vice-Première ministre Ministre de la Jeunesse, des Sports et du Tourisme  |     | Eleonora Khristoforovna Bedoïeva   | Indépendante |
| Vice-Premier ministre Ministre des Finances                                |     | İnal Vladimirovitch Poukhaïev      | Indépendant  |
| Ministre de la Défense                                                     |     | Iouri Anvarovitch Tanaïev          | Indépendant  |
| Ministre de la Justice                                                     |     | Merab Ilitch Tchigoïev             | Indépendant  |
| Ministre de la Défense civile, des Urgences et des Catastrophes naturelles |     | Anatoli Bibilov                    | Indépendant  |
| Ministre du Développement économique                                       |     | Igor Iourievitch Beppiev           | Indépendant  |
| Ministre de l'Éducation et des Sciences                                    |     | Anatoly Georgievitch Kousraïev     | Indépendant  |
| Ministre de la Culture                                                     |     | Tamerlan Efimovitch Dzoudtsov      | Indépendant  |
| Ministre de la Justice                                                     |     | Atsamaz Ivanovitch Bitchenov       | Indépendant  |
| Ministre des Affaires étrangères                                           |     | Murat Kouzmitch Djioïev            | Indépendant  |
| Ministre de l'Intérieur                                                    |     | Valeri Pavlovitch Valiev           | Indépendant  |
| Ministre de l'Agriculture                                                  |     | Djambolat Iosivovitch Kozaïev      | Indépendant  |
| Ministre des Transports et des Infrastructures                             |     | Alan Khadjimourzaïevitch Koliev    | Indépendant  |
| Ministre de la Communication et de l'Information                           |     | Georgi Sergueïevitch Kabissov      | Indépendant  |
| Ministre de la Propriété publique et de la Terre                           |     | Sergueï Vladimirovitch Parastaïev  | Indépendant  |
| Ministre des Ressources naturelles                                         |     | Vitaly Grigorievitch Dzeranov      | Indépendant  |
| Ministre de la Presse et de la Communication de masse                      |     | Irina Iourevna Gagloïeva           | Indépendante |